# Songs (álbum de Plácido Domingo)
Songs é o décimo álbum de estúdio do tenor espanhol Plácido Domingo, lançado em 2012. O álbum é o primeiro lançamento popular do tenor desde 100 Años de Mariachi, lançado em 1999, e seu primeiro álbum de canções populares fora do nicho de música tradicional mexicana. Considerado um sucesso comercial e de crítica, Songs conta com a participação especial de diversos artistas, como Katherine Jenkins, Josh Groban, Susan Boyle e Harry Connick Jr.

## Lista de faixas
| N.º            | Título                                                    | Compositor(es)                            | Duração |  |
| 1.             | "Canción para una reina"                                  | Manuel Alejandro                          | 3:43    |  |
| 2.             | "Sous le ciel de Paris" (com Josh Groban)                 | Hubert Giraud                             | 3:39    |  |
| 3.             | "Time After Time" (com Harry Connick Jr.)                 | Samy Cahn Jule Styne                      | 2:49    |  |
| 4.             | "Un uomo tra la folla"                                    | Vito Pallavacini Tony Renis Alberto Testa | 2:38    |  |
| 5.             | "La chanson des vieux amants" (com Zaz)                   | Jacques Brel                              | 4:41    |  |
| 6.             | "Come What May" (com Katherine Jenkins)                   | David Baerwald                            | 4:35    |  |
| 7.             | "Bésame mucho" (com Chris Botti)                          | Consuelo Velázquez                        | 3:44    |  |
| 8.             | "From This Moment On" (com Susan Boyle)                   | Robert John Lange Shania Twain            | 4:46    |  |
| 9.             | "Parla più piano"                                         | Nino Rota                                 | 3:44    |  |
| 10.            | "Il mio cuore va (My Heart Will Go On)" (com Megan Hilty) | James Horner Will Jennings                | 4:40    |  |
| 11.            | "Eternally"                                               | Charlie Chaplin                           | 3:20    |  |
| 12.            | "Celos (Jalousie)"                                        | Jakob Gade                                | 3:44    |  |
| 13.            | "The Girl from Ipanema"                                   | Antônio Carlos Jobim                      | 3:21    |  |
| 14.            | "What a Wonderful World" (com Plácido Domingo Jr.)        | Bob Thiele George Weiss                   | 3:57    |  |
| Duração total: | Duração total:                                            | Duração total:                            | 53:21   |  |

## Desempenho nas tabelas musicais

### Posições
| Tabela musical (2012)                 | Melhor posição |
| ------------------------------------- | -------------- |
| Áustria - Ö3 Austria                  | 20             |
| Bélgica - Ultratop (Valónia)          | 139            |
| Espanha - PROMUSICAE                  | 37             |
| Estados Unidos - Top Classical Albums | 136            |
| França - SNEP                         | 42             |
| Reino Unido - Official Charts         | 78             |